# Willem II van Croÿ

Wapen Willem van Croÿ

Willem van Croÿ (1458 – Worms, 28 mei 1521) was een van de belangrijkste adviseurs aan het hof van keizer Karel V en vervulde belangrijke ambten in diens Nederlandse regering. Hij moet niet verward worden met zijn neef Willem van Croÿ (aartsbisschop van Toledo vanaf 1517).

## Afkomst
Willem II van Croÿ (Frans: Guillaume II de Croÿ, Spaans: Guillermo II de Croÿ) was de tweede zoon van Filips I van Croÿ en Jacoba van Luxemburg (-1511).

## Leven

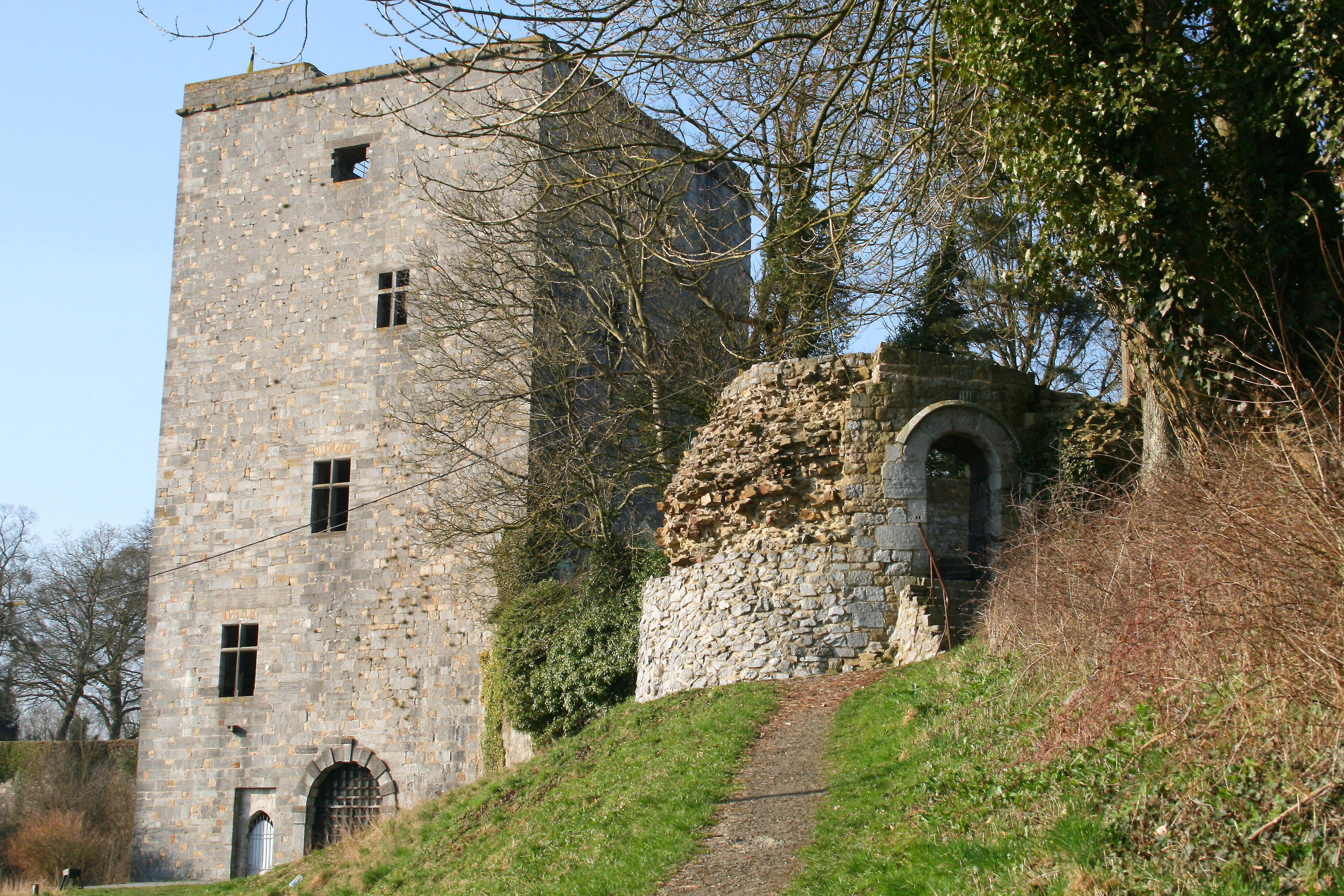
De Salamandertoren van Beaumont in Henegouwen, de heerlijkheid van Willem van Croÿ die door Karel V tot graafschap werd gemaakt

In 1485 kocht Willem van zijn vader de heerlijkheden van Beaumont en Chièvres. In 1489 onderhandelde hij met Filips van Kleef toen deze in opstand kwam tegen Maximiliaan van Oostenrijk. In 1491 werd hij ridder in de Orde van het Gulden Vlies.
In 1494 werd hij lid van de hofhouding van Filips de Schone, maar vergezelde deze niet tijdens diens eerste reis naar Spanje in 1501 tot 1503. Na Filips dood in 1506 werd Willem lid van de Koninklijke Raad van Castilië en aldus verantwoordelijk voor de financiën van de Habsburgse Nederlanden alsook opperbevelhebber van het leger. Deze taken werden in 1510 door keizer Maximiliaan opnieuw bevestigd.
In 1509 werd hij ook tutor van de prins en aartshertog Karel van Oostenrijk, de latere keizer Karel V, als vervanger van Karel van Croÿ, 1e prins van Chimay (1455-1527). Willem van Croÿ nam de negen jaar oude Karel weg van het hof van Margaretha van Oostenrijk, zodat hij meer invloed op hem had. Willem sliep zelfs met de jonge Karel op één kamer. De jonge Karel was al snel afhankelijk van Willem voor advies. Willem van Croÿ probeerde door betalingen van grote sommen geld keizer Maximiliaan over te halen Karel al op vijftienjarige leeftijd meerderjarig te verklaren.
In 1506 werd Karel landsheer van de Nederlandse gewesten. Aan het hof van zijn tante Margaretha werd Karel vanaf 1507 in de praktijk opgevoed door Willem van Croÿ en Adriaan van Utrecht, de latere paus Adrianus VI. Naast de klassieke ridderlijke vaardigheden, zoals het zwaardvechten en de jacht, probeerden zij hem humanistische idealen bij te brengen, maar daarvoor interesseerde de jonge Karel zich een heel stuk minder. Grootkanselier Jean le Sauvage bracht Karel de beginselen van politiek en bestuur bij.
Karel benoemde Willem van Croÿ in 1515 tot lid van de zijn hofraad en schonk hem in 1516 het hertogdom Sora en Arce en Roccagugliema in het koninkrijk Napels.
Karel maakte van Beaumont een graafschap en van Aarschot, dat Willem in 1511 van zijn vader had geërfd, een markgraafschap (1518).
Willem was verder stadhouder van Namen vanaf 1503, grootbaljuw van Henegouwen (1497-1503), admiraal van Napels en chef-admiraal voor het hele koninkrijk vanaf 1516. In 1517 werd hij contador mayor van de Spaanse schatkist, later verkocht hij dit ambt aan Álvaro de Zúñiga, hertog van Béjar, voor 30.000 dukaten.
Het was op advies van Willem dat Karel V zijn broer Ferdinand wegstuurde van het Spaanse hof. Ferdinand was in Spanje geboren en populair bij het volk. Willem was bang dat hij gebruikt zou worden als hoofdfiguur in een opstand tegen Karel. Willem zorgde er ook voor dat zijn gelijknamige neef Willem van Croÿ tot aartsbisschop van Toledo werd benoemd. Hierdoor profiteerden de twee Willems beiden van de inkomsten van het bisdom. De benoeming van Willem tot bisschop was geen succes, want de neef voelde de Spanjaarden slecht aan, hetgeen mede oorzaak was van de Opstand van de comunidades.
Willem stond erop dat Karel werd voorgedragen voor de verkiezing tot keizer van het Roomse Rijk. Hij was aanwezig op de Rijksdag van Worms in 1521, waar hij bezwaar maakte tegen de gewelddadige vervolging van Martin Luther en diens volgelingen. Karel V brak echter met Willem van Croÿ toen hij de oorlog verklaarde aan Frankrijk. Willem was altijd pro-Frans geweest en had geprobeerd de oorlog te voorkomen. Willem stierf in 1521, volgens de bronnen door vergiftiging. Dit zou gebeurd zijn door Lutheranen als represaille voor Willems betrokkenheid bij het Edict van Worms.

## Nageslacht
Willem trouwde met Maria-Magdalena van Hamal, de weduwe van Adolf van der Marck, in het Frans Marie de Hamal, maar het huwelijk bleef kinderloos. Hij werd opgevolgd door een neef, Filips II van Croÿ.

## Voorouders
| Voorouders van Willem II van Croÿ | Voorouders van Willem II van Croÿ                                             | Voorouders van Willem II van Croÿ                                             | Voorouders van Willem II van Croÿ                                             | Voorouders van Willem II van Croÿ                                             | Voorouders van Willem II van Croÿ                                             | Voorouders van Willem II van Croÿ                                             | Voorouders van Willem II van Croÿ                                          | Voorouders van Willem II van Croÿ                                          |
| --------------------------------- | ----------------------------------------------------------------------------- | ----------------------------------------------------------------------------- | ----------------------------------------------------------------------------- | ----------------------------------------------------------------------------- | ----------------------------------------------------------------------------- | ----------------------------------------------------------------------------- | -------------------------------------------------------------------------- | -------------------------------------------------------------------------- |
| Overgrootouders                   | Jan I van Croÿ (1365-1415) ∞ Margaretha van Craon (1368-1420)                 | Jan I van Croÿ (1365-1415) ∞ Margaretha van Craon (1368-1420)                 | Anton van Vaudémont (1393-1458) ∞ Maria van Aumale (1398-1476)                | Anton van Vaudémont (1393-1458) ∞ Maria van Aumale (1398-1476)                | Peter I van Luxemburg-Saint Pol (1385-1433) ∞ Margaretha van Baux (1390-1469) | Peter I van Luxemburg-Saint Pol (1385-1433) ∞ Margaretha van Baux (1390-1469) | Robert van Bar-Mousson (1390-1415) ∞ Johanna van Béthune (1400-1459)       | Robert van Bar-Mousson (1390-1415) ∞ Johanna van Béthune (1400-1459)       |
| Grootouders                       | Anton van Croÿ (1380-1473) ∞ Margaretha van Lotharingen-Vaudémont (1420-1475) | Anton van Croÿ (1380-1473) ∞ Margaretha van Lotharingen-Vaudémont (1420-1475) | Anton van Croÿ (1380-1473) ∞ Margaretha van Lotharingen-Vaudémont (1420-1475) | Anton van Croÿ (1380-1473) ∞ Margaretha van Lotharingen-Vaudémont (1420-1475) | Lodewijk van Luxemburg-Saint Pol (1418-1475) ∞ Johanna van Bar (1415-1462)    | Lodewijk van Luxemburg-Saint Pol (1418-1475) ∞ Johanna van Bar (1415-1462)    | Lodewijk van Luxemburg-Saint Pol (1418-1475) ∞ Johanna van Bar (1415-1462) | Lodewijk van Luxemburg-Saint Pol (1418-1475) ∞ Johanna van Bar (1415-1462) |
| Ouders                            | Filips I van Croÿ (1435-1515) ∞ Jacoba van Luxemburg-Saint Pol (1435-1500)    | Filips I van Croÿ (1435-1515) ∞ Jacoba van Luxemburg-Saint Pol (1435-1500)    | Filips I van Croÿ (1435-1515) ∞ Jacoba van Luxemburg-Saint Pol (1435-1500)    | Filips I van Croÿ (1435-1515) ∞ Jacoba van Luxemburg-Saint Pol (1435-1500)    | Filips I van Croÿ (1435-1515) ∞ Jacoba van Luxemburg-Saint Pol (1435-1500)    | Filips I van Croÿ (1435-1515) ∞ Jacoba van Luxemburg-Saint Pol (1435-1500)    | Filips I van Croÿ (1435-1515) ∞ Jacoba van Luxemburg-Saint Pol (1435-1500) | Filips I van Croÿ (1435-1515) ∞ Jacoba van Luxemburg-Saint Pol (1435-1500) |
| Willem II van Croÿ (1455-1527)    |                                                                               |                                                                               |                                                                               |                                                                               |                                                                               |                                                                               |                                                                            |                                                                            |